# Cesare Mangili
Cesare Mangili (Milano, 19 marzo 1850 – Milano, 18 giugno 1917) è stato un banchiere, finanziere e commerciante italiano.
Presidente, vicepresidente e membro del Consiglio di amministrazione di molti istituti bancari, fu Senatore del Regno dal 1905 alla morte.

## Biografia
Nato dal padre Francesco, possidente e laureato in Giurisprudenza, e dalla madre Elena Bonacina, nel 1886 a ventuno anni prese la direzione dell'azienda di famiglia, la Casa di spedizione Innocente Mangili, che era stata costituita dal nonno nel 1839 e che sotto la sua direzione si espanse considerevolmente fino a raggiungere posizioni di prestigio in tutta Europa.
Nel 1878 il Governo gli affidò la gestione dell'Impresa di Navigazione sul Lago Maggiore (già sin dal 1865 in gestione alla famiglia come Navigazione a vapore sui laghi Verbano e Benaco e che era stata rilevata dalla Società per le Ferrovie dell'Alta Italia) che trasformò l'anno successivo in Società Anonima.
Nella sua lunga carriera manageriale il Mangili ricoprì una grande quantità di importanti cariche fra le quali si possono ricordare:
Consigliere comunale di Milano, Presidente della Casa di spedizione Innocente Mangili di Milano. Presidente del Consiglio superiore della Banca d'Italia (1903-1905), Membro del Consiglio di reggenza della Banca d'Italia nella sede di Milano, Membro del Consiglio d'amministrazione della Banca Commerciale Italiana (dal 24 marzo 1906 fino alla morte), Presidente dell'Esposizione Internazionale del Sempione del 1906, Presidente del Consiglio d'amministrazione della Banca commerciale italiana (dal 25 maggio 1907 al 25 marzo 1916), Vicepresidente della Banque française et italienne pour l'Amérique du Sud di Parigi (1911-1917), Vicepresidente della Società "La Fondiaria", 
Membro del Consiglio d'amministrazione della Società generale italiana "Edison" di elettricità di Milano, Vice presidente delle Società Italiana per le Strade Ferrate Meridionali.
Dall'8 dicembre 1913 alla morte ricoprì la carica di Commissario di vigilanza all'Amministrazione delle Ferrovie dello Stato.
Si legge nella commemorazione del senatore Matteo Muratori tenutasi in Senato dopo la sua scomparsa che il Mangili sarebbe stato, negli ultimi tempi della sua vita, «ingiustamente perseguitato e calunniato. Egli ripeteva sempre, che voleva avere almeno il conforto di gridare alta la sua correttezza innanzi ai suoi colleghi, ma non ne ebbe il tempo».
Di questa persecuzione sarebbe stato responsabile il nazionalista Giovanni Preziosi, futuro Ministro di Stato nel 1943, che accusava il Mangili di avere, nella sua gestione della Banca commerciale, privilegiato rapporti con la finanza tedesca che pur si erano già allentati negli anni già precedenti la prima guerra mondiale: per questi attacchi il Mangili aveva rassegnato le dimissioni nel marzo del 1916 insieme ai due fondatori Otto Joel e Federico Weil dai vertici dell'Istituto.
Il Senatore riposa presso il Cimitero Monumentale di Milano nell'edicola Mangili, progettata nel 1911 in stile classico-romano dall'architetto Orsino Bongi. A Cesare Mangili il Comune di Milano ha intitolato una via privata nei pressi della via Moscova.

## Archivio
La documentazione prodotta da Cesare Mangili in qualità di membro del consiglio della Banca Commerciale e quindi come presidente è conservata presso l’Archivio storico Intesa Sanpaolo, nel fondo Banca commerciale italiana (estremi cronologici: 1894 – 2001), in particolare nel Dossier Mangili all’interno della serie Presidenza e Consiglio di amministrazione.